# كارستن نيلسن
كارستن نيلسن (بالدنماركية: Carsten Nielsen)‏ (12 أغسطس 1955 بكوبنهاغن في الدنمارك - ) هو لاعب كرة قدم دانمركي في مركز الوسط. شارك مع منتخب الدنمارك تحت 21 سنة لكرة القدم ومنتخب الدنمارك لكرة القدم. أما مع النوادي، فقد لعب مع بوروسيا مونشنغلادباخ وكوبنهاغن بولدكلوب ونادي بولدكلوبين 1903 ونادي ستراسبورغ ونادي شينوا ونادي نوشاتل زاماكس.

## وصلات خارجية
- كارستن نيلسن على موقع الاتحاد الأوربي (الإنجليزية)
- كارستن نيلسن على موقع قاعدة بيانات كرة القدم.إي يو (الإنجليزية)
- كارستن نيلسن على موقع بيانات كرة القدم. دي إي (الألمانية)
- كارستن نيلسن على موقع ناشيونال فوتبول تيمز (الإنجليزية)
- كارستن نيلسن على موقع عالم كرة القدم.نت (الإنجليزية)